# (100008) 1988 QZ
(100008) 1988 QZ es un asteroide perteneciente a asteroides que cruzan la órbita de Marte, descubierto el 16 de agosto de 1988 por Carolyn Shoemaker desde el Observatorio del Monte Palomar, Estados Unidos.

## Designación y nombre
Designado provisionalmente como 1988 QZ.

## Características orbitales
1988 QZ está situado a una distancia media del Sol de 2,390 ua, pudiendo alejarse hasta 3,197 ua y acercarse hasta 1,584 ua. Su excentricidad es 0,337 y la inclinación orbital 12,50 grados. Emplea 1350 días en completar una órbita alrededor del Sol.

## Características físicas
La magnitud absoluta de 1988 QZ es 15,7.